# Klub 100 (Ukraina)
Klub 100 lub Klub Serhija Rebrowa – potoczna nazwa grupy piłkarzy, którzy podczas swojej kariery strzelili minimum sto goli w rozgrywkach Ukraińskiej Premier Ligi. Serhij Rebrow pierwszy osiągnął ten cel. Oprócz Klubu Serhija Rebrowa istnieje również Klub Tymerłana Husejnowa - dla piłkarzy ukraińskich, którzy strzelili minimum 100 goli w rozgrywkach Ukraińskiej Premier Ligi, Pucharu Ukrainy, europejskich Pucharów oraz oficjalnych i towarzyskich meczach narodowej reprezentacji.

## Członkowie klubu
stan na 20.07.2013:
| Miejsce | Imię i nazwisko piłkarza | Kluby w których grał (bramki dla klubu)                                             | Lata gry w Premier Lidze | Liczba goli |
| ------- | ------------------------ | ----------------------------------------------------------------------------------- | ------------------------ | ----------- |
| 1       | Serhij Rebrow            | Szachtar Donieck-10, Dynamo Kijów-113                                               | 1992–2000, 2005–2007     | 123         |
| 2       | Maksim Shatskix          | Dynamo Kijów-97, Arsenał Kijów-21, Czornomoreć Odessa-0                             | 1999–2009, 2010-...      | 118         |
| 3       | Andrij Worobej           | Szachtar Donieck-80, Dnipro Dniepropetrowsk-12, Arsenał Kijów-9, Metalist Charków-4 | 1997-...                 | 105         |

* Czcionką pogrubioną zaznaczone piłkarze, którzy nadal grają
A oto najbliżsi kandydaci do Klubu Serhija Rebrowa:
- Jewhen Sełezniow - 81 gol.
- Marko Dević - 76 goli.
- Serhij Nazarenko - 70 goli.